# 호텔 아르테미스
《호텔 아르테미스》(영어: Hotel Artemis)는 2018년 개봉한 미국의 디스토피아 액션 범죄 스릴러 영화이다. 드루 피어스가 감독과 각본을 맡았으며, 피어스의 장편 영화 연출 데뷔작이다. 조디 포스터, 스털링 K. 브라운, 소피아 부텔라, 제프 골드블룸, 브라이언 타이리 헨리, 제니 슬레이트, 찰리 데이, 데이브 버티스타, 재커리 퀸토 등이 출연하였다. 제작비 1,550만 달러 대비 극장 수익 1,330만 달러를 벌어들이며 박스 오피스 봄이 되었다.

## 줄거리
2028년 로스앤젤레스. 시위가 야기한 소동을 틈타 은행을 턴 일당이 심한 부상을 입고 범죄자 대상 회원제 응급 병동 "호텔 아르테미스"를 찾는다. 3차원 인쇄 기술을 이용한 장기 이식과 최첨단 로봇 수술이 이뤄지는 이 병원은 일명 "간호사" 진 토머스의 지휘 하에 운영되고 있다.
이 병원에서는 그간 "무기 소지 불가", "회원 전용", "손님들 간 살인 금지"라는 3대 규칙을 철저히 적용해왔다. 그러나 곧 토머스는 스스로 이 규칙들을 깨뜨려야만 하는 상황들을 맞닥뜨리게 된다.

## 출연
- 조디 포스터 - 진 토머스 / 더 너스 역
- 스털링 K. 브라운 - 셔먼 / 와이키키 역
- 소피아 부텔라 - 니스 역
- 제프 골드블룸 - 오리언 "더 울프킹" 프랭클린 / 나이아가라 역
- 브라이언 타이리 헨리 - 레브 / 호놀룰루 역
- 제니 슬레이트 - 모건 대니얼스 경관 역
- 재커리 퀸토 - 크로즈비 프랭클린 역
- 찰리 데이 - 아카풀코 역
- 데이브 버티스타 - 에베레스트 역
- 케네스 최 - 뷰크 역
- 조시 틸먼 - P-22 역
- 에번 존스 - "트로전" 내시 역
- 램시스 지메네즈 - 타리크 역
- 샌드라 로스코 - 시위자 역